# イギリス領西アフリカ

イギリス領西アフリカ
British West African Settlements  (英語)

国歌: God Save the King（英語）
国王陛下万歳（1821年-1837年）
God Save the Queen（英語）
女王陛下万歳（1837年-1850年、1866年-1888年）
イギリス領西アフリカの位置（黄緑）

イギリス領西アフリカ（イギリスりょうにしアフリカ、英語: British West Africa）は、かつて大英帝国が西アフリカ地域に領有していた植民地の総称である。現在のガンビア、シエラレオネ、ガーナ、ナイジェリアの範囲に存在した。

## 歴史
イギリス領西アフリカは奴隷制度に反対する奴隷廃止論者フォウェル・バックストンが、大西洋に置ける奴隷貿易の終結にはイギリスが西アフリカの海岸部をある程度支配する必要があると考えて、1821年10月17日に第一次イギリス領西アフリカが設置された事に始まる。イギリス領西アフリカの開発はあくまで近代化を前提とし、自治教育制度は先住民文化の近代化のための第一歩とされ、現地の先住部族の文化や利益は無視されていた。解放奴隷の移住地でもあったシエラレオネのフリータウンを中心にイギリス領西アフリカの拠点として設立された為、「シエラレオネ植民地及び従属国」、「イギリス領西アフリカ領土」、「イギリス領西アフリカ入植地」などと呼ばれていた。1850年1月13日の解体と1866年2月19日に第二次イギリス領西アフリカが設置されて、1888年11月24日に解体するまで、フリータウンのシエラレオネ植民地の総督に属する総督（総督に相当する地位）の下で行政機関として構成された。イギリス領西アフリカの管理にあったのがガンビアと英領ゴールド・コースト(現在のガーナ)とナイジェリアの西部と東部（後のオイルリバーズ保護国（ニジェール海岸保護国）、現在のニジェール・デルタ）及び北部の他、カメルーンの一部などであった。
イギリス領西アフリカ自体は解体されたが、解体後の1907年、イギリス領西アフリカに属していた西アフリカのイギリス植民地の地域で共通通貨の西アフリカ・ポンドが導入された。
1916年～1960年、銀行はバークレイズとイギリス領西アフリカ銀行しか存在せず、この2行が経済と金融を支配した。彼らは従属理論に基づいて価格操作や不正な規制を行い、不当な利益を得た。
1957年～1965年、各国が相次いで独立した。
1968年、ガンビアが新通貨に切り替わった事で、西アフリカ・ポンドは完全に置き換えられた。